# Бела-Виста-ду-Толду
Бела-Виста-ду-Толду (порт. Bela Vista do Toldo)  —  муниципалитет в Бразилии, входит в штат Санта-Катарина. Составная часть мезорегиона Север штата Санта-Катарина. Входит в экономико-статистический  микрорегион Каноиньяс. Население составляет 5718 человек на 2006 год. Занимает площадь 534,618 км². Плотность населения — 10,7 чел./км².

## История
Город основан 16 апреля 1994 года.

## Статистика
- Валовой внутренний продукт на 2003 составляет 57.256.815,00 реалов (данные: Бразильский институт географии и статистики).
- Валовой внутренний продукт на душу населения на 2003 составляет 10.011,68 реалов (данные: Бразильский институт географии и статистики).
- Индекс развития человеческого потенциала на 2000 составляет 0,702 (данные: Программа развития ООН).